# Pongsaklek Wonjongkam
Pongsaklek Wonjongkam est un boxeur thaïlandais né le 11 août 1977 à Nakhon Ratchasima.

## Carrière
Il devient champion du monde des poids mouches WBC le 2 mars 2001 en battant Malcolm Tuñacao par arrêt de l'arbitre à la 1re reprise et réussit la performance de conserver 17 fois sa ceinture avant de s'incliner aux points face au japonais Daisuke Naito. Wonjongkam remporte à nouveau ce titre WBC le 27 mars 2010 en détrônant à Tokyo Kōki Kameda, titre qu'il conserve le 8 octobre 2010 en battant aux points Suriyan Por Chokchai puis le 1er juillet 2011 aux dépens de Takuya Kogawa et le 21 octobre contre Edgar Sosa.
Pongsaklek Wonjongkam perd son titre WBC face au philippin Sonny Boy Jaro le 2 mars 2012 par arrêt de l'arbitre au 6e round. Il dispute ensuite 8 nouveaux combats pour 7 victoires et 1 défaite, son dernier combat remontant au 30 août 2013.